# Bellamya costulata
Bellamya costulata е вид охлюв от семейство Viviparidae. Видът е почти застрашен от изчезване.

## Разпространение и местообитание
Разпространен е в Кения, Танзания и Уганда.
Обитава крайбрежията и пясъчните дъна на сладководни басейни.